# 5000 IAU
5000 IAU è un asteroide della fascia principale. Scoperto nel 1987, presenta un'orbita caratterizzata da un semiasse maggiore pari a 2,5366625 UA e da un'eccentricità di 0,2656444, inclinata di 6,27153° rispetto all'eclittica.
L'asteroide è dedicato all'Unione Astronomica Internazionale.